# Andrea Gómez
Andrea Gómez (Bogotá, D.C., 24 de noviembre de 1980) es una actriz colombiana de cine, televisión y teatro. Inició su carrera artística a los 9 años de edad, participando en producciones televisivas infantiles que marcaron el comienzo de una sólida trayectoria en los medios audiovisuales colombianos. A lo largo de su carrera ha interpretado una amplia variedad de personajes, consolidándose como una de las actrices más versátiles y reconocidas de su generación.
Alcanzó notoriedad nacional con su personaje de Liza en la serie juvenil De pies a cabeza (1993), una producción emblemática de los años noventa que abordaba temas de adolescencia y fútbol. Posteriormente, obtuvo un papel destacado como Deisy Pérez en la serie Francisco el Matemático (1999), donde interpretó a una joven estudiante en un contexto de problemáticas sociales y educativas, ganándose el reconocimiento del público y la crítica. Su talento y presencia escénica la llevaron a asumir papeles más complejos, como el de Marianela Campuzano, protagonista de la telenovela 5 viudas sueltas, donde dio vida a una mujer marcada por el conflicto y la resiliencia.
Además de su trabajo en televisión, Andrea ha desarrollado una destacada carrera en el teatro, participando en diversas obras que han sido bien recibidas por la crítica especializada. En el ámbito cinematográfico, ha sido parte de producciones independientes y comerciales, entre las que se destaca su rol protagónico en la película Siempreviva (2015), una cinta inspirada en hechos reales del conflicto armado colombiano, que reafirmó su capacidad para abordar personajes intensos y emocionalmente complejos.
Gracias a su constante presencia en la pantalla y los escenarios, es considerada una figura representativa del arte dramático en Colombia, con una carrera que abarca más de tres décadas de trabajo ininterrumpido en la industria cultural del país.

## Filmografía

### Televisión
| Año                  | Título                     | Personaje                                       | Canal                        |
| -------------------- | -------------------------- | ----------------------------------------------- | ---------------------------- |
| 2022                 | Enfermeras                 | Johanna Higuera                                 | Canal RCN                    |
| 2021                 | MalaYerba                  | Samantha                                        | Starzplay                    |
| 2020-2025            | La venganza de Analía      | Dora "Dorita" Serna                             | Caracol Television / Netflix |
| 2019                 | Bolívar                    | Marcela                                         | Caracol Television / Netflix |
| 2016-2017            | La Ley del Corazón         | Eloísa Jiménez                                  | Canal RCN                    |
| 2016                 | La Esclava Blanca          | Catalina Restrepo                               | Caracol Television           |
| 2014-2018            | Manual Para Ser Feliz      | Mónica Parra                                    | Canal RCN                    |
| 2013-2014            | 5 Viudas Sueltas           | Marianela Campuzano                             | Caracol Television           |
| 2012                 | Escobar, El Patrón del Mal | Irma Motoa                                      | Caracol Television           |
| 2012                 | La promesa                 | Marcela                                         | Caracol Television           |
| 2012-2013, 2015-2016 | Las Santisimas             | Lina                                            | Canal RCN                    |
| 2009-2010            | El Encantador              | Yolanda Quijano                                 | Caracol Television           |
| 2008                 | Los protegidos             | María Cecilia Puerta Renteria / Estefanía Bravo | Caracol Television           |
| 2006-2007            | Floricienta                | Mirna                                           | Canal RCN                    |
| 2006-2008            | En Los Tacones de Eva      | Ana                                             | Canal RCN                    |
| 1999-2004            | Francisco el Matemático    | Deisy Carolina Pérez                            | Canal RCN                    |
| 1993-1997            | De pies a cabeza           | Liza Bustos Pérez                               | Canal A                      |

### Cine
| Año  | Título                                  | Personaje        |
| ---- | --------------------------------------- | ---------------- |
| 2024 | Los Iniciados: El diario de las sombras | Karla            |
| 2023 | El rey de la montaña                    | Esperanza Torres |
| 2015 | Siempre viva                            | Julieta          |

## Premios y nominaciones

### Premios India Catalina
| Año  | Categoría                                                | Telenovela o Serie | Resultado |
| ---- | -------------------------------------------------------- | ------------------ | --------- |
| 2014 | Mejor actriz protagónica de telenovela                   | 5 viudas sueltas   | Nominado  |
| 2009 | Mejor actriz antagónica de telenovela, serie o miniserie | Los protegidos     | Nominado  |
| 1995 | Mejor actriz o actor revelación del año                  | De pies a cabeza   | Nominada  |

### Premios TVyNovelas
| Año  | Categoría                              | Telenovela o Serie | Resultado |
| ---- | -------------------------------------- | ------------------ | --------- |
| 2014 | Mejor actriz protagónica de telenovela | 5 viudas sueltas   | Nominado  |